# Comuna Siminicea, Suceava
Siminicea este o comună în județul Suceava, Moldova, România, formată din satele Grigorești și Siminicea (reședința).
Până la reforma administrativă din 1950 a făcut parte din județul Botoșani.

## Demografie
Componența etnică a comunei Siminicea
     Români (91,98%)
     Alte etnii (0,5%)
     Necunoscută (7,51%)
Componența confesională a comunei Siminicea
     Ortodocși (87,75%)
     Penticostali (3,85%)
     Alte religii (0,77%)
     Necunoscută (7,63%)
Conform recensământului efectuat în 2021, populația comunei Siminicea se ridică la 2.595 de locuitori, în scădere față de recensământul anterior din 2011, când fuseseră înregistrați 2.710 locuitori. Majoritatea locuitorilor sunt români (91,98%), iar pentru 7,51% nu se cunoaște apartenența etnică. Din punct de vedere confesional, majoritatea locuitorilor sunt ortodocși (87,75%), cu o minoritate de penticostali (3,85%), iar pentru 7,63% nu se cunoaște apartenența confesională.

## Politică și administrație
Comuna Siminicea este administrată de un primar și un consiliu local compus din 11 consilieri. Primarul, Mihai Penciuc[*], de la Partidul Social Democrat, este în funcție din 1 noiembrie 2024. Începând cu alegerile locale din 2024, consiliul local are următoarea componență pe partide politice:
|  | Partid                    | Consilieri | Componența Consiliului | Componența Consiliului | Componența Consiliului | Componența Consiliului | Componența Consiliului | Componența Consiliului | Componența Consiliului |
|  | ------------------------- | ---------- | ---------------------- | ---------------------- | ---------------------- | ---------------------- | ---------------------- | ---------------------- | ---------------------- |
|  | Partidul Social Democrat  | 7          |                        |                        |                        |                        |                        |                        |                        |
|  | Partidul Național Liberal | 4          |                        |                        |                        |                        |                        |                        |                        |